# Емельянов, Сергей Николаевич
Сергей Николаевич Емельянов (9 февраля 1942, Комсомольск-на-Амуре) — российский историк и педагог, лауреат премии им. И. Д. Василенко.

## Биография
Родился 9 февраля 1942 г. в г. Комсомольск-на-Амуре Хабаровского края в семье первостроителя этого города. С 1948 года проживает в Таганроге.
В 1972 году окончил исторический факультет РГУ. С 1969 года работал инженером на Таганрогском авиационном заводе имени Г. Димитрова (ныне ОАО «ТАВИА»), стал инициатором и создателем музея истории этого старейшего авиазавода страны. Одновременно с 1971 года стал преподавать в Таганрогском авиационном техникуме (ныне колледже имени Петлякова) историю, обществознание и политэкономию. Многие годы, до 1993 года, работал директором музея истории завода имени Димитрова. Одновременно в эти же годы организовал музей истории Таганрогского авиационного колледжа имени Петлякова, создал музей «Зал памяти» во Дворце культуры имени Димитрова и руководил им. В это же время создавал Мемориал погибшим авиастроителям Таганрога.
Материалы, статьи, репортажи, очерки были опубликованы в разные годы в изданиях «Таганрогская правда», «Молот», «Комсомолец», «Советский патриот», «Красная звезда», «Московская правда», «Воздушный транспорт», «Господин Таганрог» «Среднее специальное образование», «Авиация и космонавтика», «Вопросы истории СССР», «Авиация и время», «Флюгер-ревю» (Германия), «Авиация и космонавтика» (Чехия).
Участник международного проекта «Таганрог и Люденшайд во второй мировой войне» (1995—1996). Организовал в Таганроге и потом возглавил такие общественные организации, как «ОСТ» (организация бывших узников фашизма, состояло в ней более 1000 членов. 1994 г.), «Мемориал» (1989 г.).
Живёт и работает в г. Таганроге.

## Книги С. Н. Емельянова
- Емельянов С. Н. Траектория жизни. — М.: RUDESINGN, 2010. — 184 с. — ISBN 978-5-473-00520-2.[3]
- Емельянов С. Н. Таганрогская авиация. — Таганрог: Стайл-Плюс, 2006. — 360 с. — ISBN 5-8319-0036-3.
- Емельянов С. Н., Вагнер М. Таганрог и Люденшайд во второй мировой войне. — Таганрог: Элит Дизайн, 1996. — 160 с.
- Емельянов С. Н. Таганрогское авиационное производственное объединение им. Димитрова. — Таганрог: МИГ, 1991. — 60 с.

## Сценарии документальных фильмов
- От «Лебедя» до «Альбатроса» (1991);
- Наша Красная площадь (1995).